# Згожелец
Згожелец (на полски: Zgorzelec; на немски: Görlitz; на горнолужишки: Zhorjelc; на долнолужишки: Zgórjelc; на чешки: Zhořelec; на латински: Gorlicium) е град в Западна Полша, Долносилезко войводство. Административен център е на Згожелешки окръг, както и на селската Згожелешка община, без да е част от нея. Самият град е обособен в самостоятелна община с площ 15,88 км2.

## География
Градът се намира в историческата област Горна Лужица. Разположен е край десния бряг на река Лужишка Ниса, срещу град Гьорлиц, на границата с Германия.

## История
Селището получило градски права през 1303 година. До 1945 година Згожелец и Гьорлиц са един град. В периода (1975 – 1998) е част от Йеленьогорското войводство.

## Население
Населението на града възлиза на 30 738 души (2017 г.). Гъстотата е 1936 души/км2.
Демографско развитие:

## Спорт
Градът е дом на баскетболния клуб Турув (Згожелец).

## Градове партньори
- Avion, Франция
- Гьорлиц, Германия
- Миргород, Украйна
- Негуш, Гърция

## Фотогалерия
- Мост „Староградски“
- Градският парк
- Улица „Варшавска“
- Къща на Якоб Бьоме
- Гимназия „Братя Шнядецки“
- Църква „Св. Ядвига“